# تاكوما أومينامي
تاكوما أومينامي (باليابانية: 大南 拓磨) (13 ديسمبر 1997 في كارييا في اليابان – )؛ هو لاعب كرة قدم كان يلعب كمدافع.

## وصلات خارجية
- تاكوما أومينامي على موقع رابطة كرة القدم اليابانية للمحترفين (اليابانية)
- تاكوما أومينامي على موقع إي إس بي إن إف سي (الإنجليزية)
- تاكوما أومينامي على موقع قاعدة بيانات كرة القدم.إي يو (الإنجليزية)
- تاكوما أومينامي على موقع ناشيونال فوتبول تيمز (الإنجليزية)
- تاكوما أومينامي على موقع Soccerbase.com (لاعب) (الإنجليزية)
- تاكوما أومينامي على موقع Soccerway.com (الإنجليزية)
- تاكوما أومينامي على موقع عالم كرة القدم.نت (الإنجليزية)